# Becky Breisch
Becky Breisch (née le 16 mars 1983 à Edwardsburg) est une athlète américaine spécialiste du lancer du disque.

## Carrière
Étudiante à l'Université du Nebraska, elle remporte les titres NCAA en plein air du lancer du poids en 2003, et du lancer du disque en 2004. En 2005, Becky Breisch décroche son premier titre de champion des États-Unis grâce à un lancer à 62,92 m. Elle dispute cette même année sa première compétition internationale majeure à l'occasion des Championnats du monde d'Helsinki où elle échoue en qualifications avec 57,16 m. 
Elle améliore son record personnel au disque deux ans plus tard à Maui en réalisant la marque de  67,37 m. Deuxième des Championnats nationaux avec 59,89 m, elle obtient sa sélection pour les Championnats du monde d'Osaka, mais ne parvient pas à se qualifier pour la finale (58,42 m en qualifications). Elle se classe quatrième de la Finale mondiale d'athlétisme disputée en fin d'année 2007 à Stuttgart. L'année suivante, elle s'impose lors du meeting de New York mais n'obtient pas sa sélection pour les Jeux olympiques de Pékin après avoir terminée quatrième seulement des sélections américaines.
En 2010, Becky Breisch s'adjuge un nouveau titre de championne des États-Unis à Des Moines avec un lancer à 63,34 m. Elle réalise la meilleure marque de sa saison en 63,34 m pour terminer deuxième du meeting de Lausanne, épreuve de la Ligue de diamant 2010, derrière la Cubaine Yarelis Barrios.

## Palmarès
| Année | Compétition     | Lieu      | Place |
| ----- | --------------- | --------- | ----- |
| 2007  | Finale mondiale | Stuttgart | 4e    |
| 2008  | Finale mondiale | Stuttgart | 7e    |